# يوجين هوت
يوجين هوت هو سياسي ألماني، ولد في 16 فبراير 1901 في فوونكل ‏ في ألمانيا، وتوفي في 3 يوليو 1976 في فوبرتال في ألمانيا. نشط حزبياً في الاتحاد الديمقراطي المسيحي. وقد انتخب عضو في البوندستاغ الألماني خلال فترته النيابية ‏ (7 سبتمبر 1949 – 7 سبتمبر 1953).